# Federico d'Assia-Kassel
Federico d'Assia-Kassel (Kassel, 11 settembre 1747 – Offenbach am Main, 20 maggio 1837) fu un principe della casata di Assia-Kassel.

## Biografia

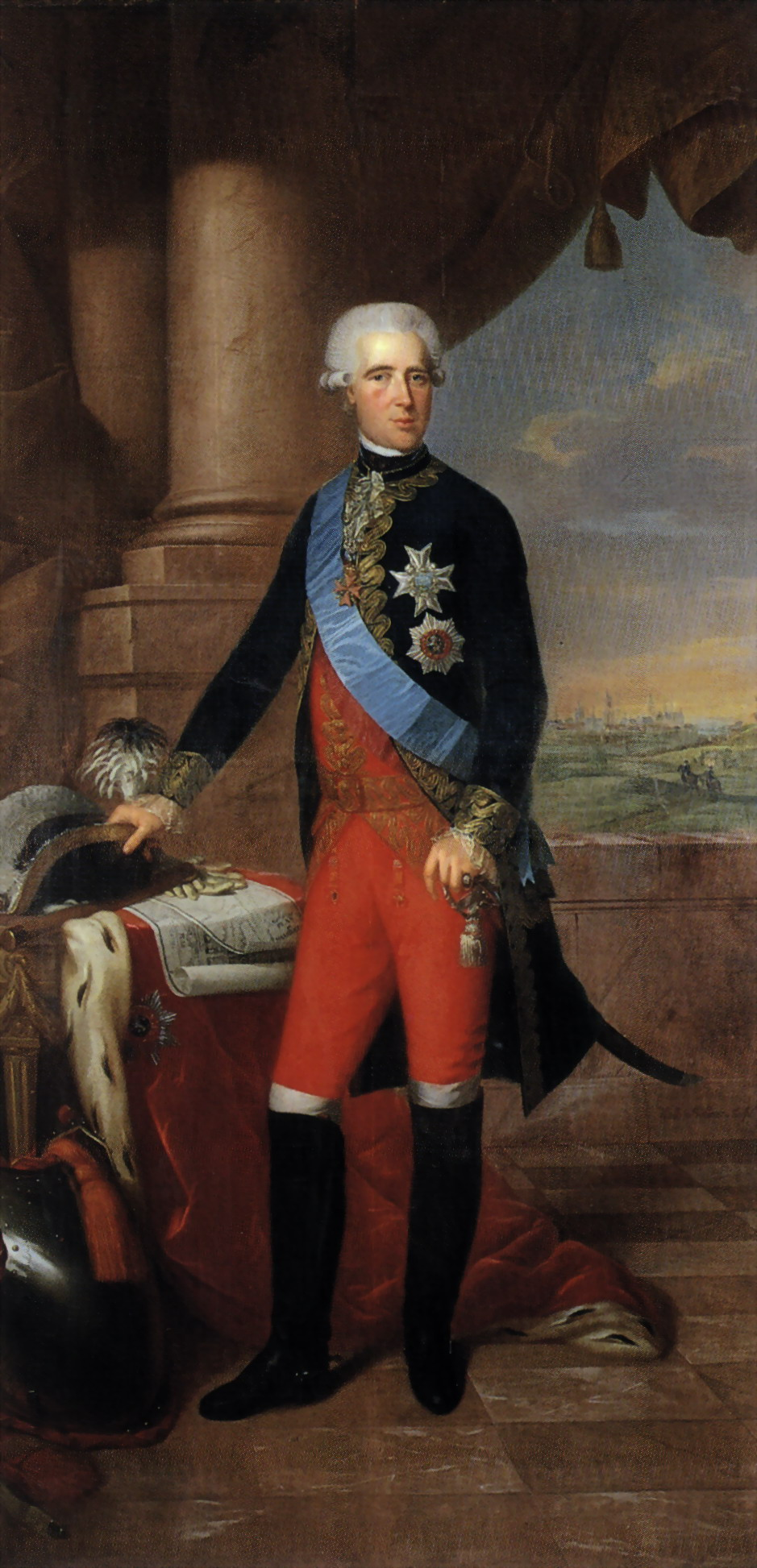
Federico d'Assia-Kassel in un ritratto di Wilhelm Böttner del 1787

Federico era l'ultimogenito di Federico II d'Assia-Kassel e della moglie Maria di Hannover.
Nel 1749, a Colonia, suo padre si convertì segretamente al cattolicesimo e riuscì a permanere in segreto con la sua fede nel 1755 quando decise di abbandonare il tetto coniugale e di separarsi dalla moglie. Fu a quel punto che Federico si trasferì con la madre e i fratelli in Danimarca, presso la zia Luisa, crescendo in un ambiente protestante.
Qui Federico studiò all'Accademia Militare a Copenaghen e ad Århus, divenendo generale dell'esercito danese nel 1769. Nel 1781 acquistò dal fratello, Carlo d'Assia-Kassel, il piccolo maniero abitato da sua madre e lo ampliò dal 1781 al 1788 creando l'attuale Castello di Rumpenheim dove ancora è possibile ammirare uno splendido parco all'inglese.
Tornando al servizio militare, nel 1793 si pose al servizio del Paesi Bassi e fu governatore di Maastricht. Qui egli rimase per tre mes assediato dai francesi nel 1793, vedendosi costretto a consegnare la città agli invasori nel 1794. Dopo questi fatti decise di ritirarsi a vita privata e visse principalmente tra Kassel ed il castello di Rumpenheim.
Dopo che suo fratello Guglielmo divenne nel 1803 principe elettore d'Assia, egli ottenne il titolo definitivo di principe assieme ai suoi fratelli.

## Matrimonio
Sposò, il 2 dicembre 1786, sposò Carolina di Nassau-Usingen (1762-1823), figlia di Carlo Guglielmo di Nassau-Usingen e di Carolina Felicita di Leiningen-Dagsburg. Ebbero cinque figli:
- Guglielmo (1787-1867), sposò Luisa Carlotta di Danimarca;
- Carlo Federico (1789–1802);
- Federico Guglielmo (1790-1876);
- Luigi Carlo (1791–1800);
- Giorgio Carlo (1793-1881);
- Luisa (1794–1881), sposò il conte Georg von der Decken;
- Maria (1796-1880), sposò il granduca Giorgio di Meclemburgo-Strelitz;
- Augusta (1797-1889), sposò Adolfo, duca di Cambridge.

## Ascendenza
|                                       |                            |                                          | Genitori                                                  |  |  | Nonni |  |  | Bisnonni               |  |  | Trisnonni                   |  |
|                                       |                            |                                          |                                                           |  |  |       |  |  | Carlo I d'Assia-Kassel |  |  | Guglielmo VI d'Assia-Kassel |  |
|                                       |                            |                                          |                                                           |  |  |       |  |  | Carlo I d'Assia-Kassel |  |  | Guglielmo VI d'Assia-Kassel |  |
|                                       |                            | Edvige Sofia di Brandeburgo              |                                                           |  |  |       |  |  | Carlo I d'Assia-Kassel |  |  |                             |  |
| Guglielmo VIII d'Assia-Kassel         |                            |                                          |                                                           |  |  |       |  |  | Carlo I d'Assia-Kassel |  |  |                             |  |
|                                       |                            | Amalia di Curlandia                      | Giacomo Kettler                                           |  |  |       |  |  |                        |  |  |                             |  |
|                                       |                            | Amalia di Curlandia                      | Giacomo Kettler                                           |  |  |       |  |  |                        |  |  |                             |  |
|                                       |                            | Amalia di Curlandia                      | Luisa Carlotta di Brandeburgo                             |  |  |       |  |  |                        |  |  |                             |  |
| Federico II d'Assia-Kassel            |                            | Amalia di Curlandia                      |                                                           |  |  |       |  |  |                        |  |  |                             |  |
|                                       |                            | Maurizio Guglielmo di Sassonia-Zeitz     | Maurizio di Sassonia-Zeitz                                |  |  |       |  |  |                        |  |  |                             |  |
|                                       |                            | Maurizio Guglielmo di Sassonia-Zeitz     | Maurizio di Sassonia-Zeitz                                |  |  |       |  |  |                        |  |  |                             |  |
|                                       |                            | Maurizio Guglielmo di Sassonia-Zeitz     | Dorotea Maria di Sassonia-Weimar                          |  |  |       |  |  |                        |  |  |                             |  |
| Dorotea Guglielmina di Sassonia-Zeitz |                            | Maurizio Guglielmo di Sassonia-Zeitz     |                                                           |  |  |       |  |  |                        |  |  |                             |  |
|                                       |                            | Maria Amalia di Brandeburgo              | Federico Guglielmo I di Brandeburgo                       |  |  |       |  |  |                        |  |  |                             |  |
|                                       |                            | Maria Amalia di Brandeburgo              | Federico Guglielmo I di Brandeburgo                       |  |  |       |  |  |                        |  |  |                             |  |
|                                       |                            | Maria Amalia di Brandeburgo              | Sofia Dorotea di Schleswig-Holstein-Sonderburg-Glücksburg |  |  |       |  |  |                        |  |  |                             |  |
| Federico d'Assia-Kassel               |                            | Maria Amalia di Brandeburgo              |                                                           |  |  |       |  |  |                        |  |  |                             |  |
|                                       | Giorgio I di Gran Bretagna | Ernesto Augusto di Brunswick-Lüneburg    |                                                           |  |  |       |  |  |                        |  |  |                             |  |
|                                       | Giorgio I di Gran Bretagna | Ernesto Augusto di Brunswick-Lüneburg    |                                                           |  |  |       |  |  |                        |  |  |                             |  |
|                                       | Giorgio I di Gran Bretagna | Sofia del Palatinato                     |                                                           |  |  |       |  |  |                        |  |  |                             |  |
| Giorgio II di Gran Bretagna           | Giorgio I di Gran Bretagna |                                          |                                                           |  |  |       |  |  |                        |  |  |                             |  |
|                                       |                            | Sofia Dorotea di Celle                   | Giorgio Guglielmo di Brunswick-Lüneburg                   |  |  |       |  |  |                        |  |  |                             |  |
|                                       |                            | Sofia Dorotea di Celle                   | Giorgio Guglielmo di Brunswick-Lüneburg                   |  |  |       |  |  |                        |  |  |                             |  |
|                                       |                            | Sofia Dorotea di Celle                   | Éléonore d'Esmier d'Olbreuse                              |  |  |       |  |  |                        |  |  |                             |  |
| Maria di Hannover                     |                            | Sofia Dorotea di Celle                   |                                                           |  |  |       |  |  |                        |  |  |                             |  |
|                                       |                            | Giovanni Federico di Brandeburgo-Ansbach | Alberto II di Brandeburgo-Ansbach                         |  |  |       |  |  |                        |  |  |                             |  |
|                                       |                            | Giovanni Federico di Brandeburgo-Ansbach | Alberto II di Brandeburgo-Ansbach                         |  |  |       |  |  |                        |  |  |                             |  |
|                                       |                            | Giovanni Federico di Brandeburgo-Ansbach | Sofia Margherita di Oettingen-Oettingen                   |  |  |       |  |  |                        |  |  |                             |  |
| Carolina di Brandeburgo-Ansbach       |                            | Giovanni Federico di Brandeburgo-Ansbach |                                                           |  |  |       |  |  |                        |  |  |                             |  |
|                                       |                            | Eleonora Erdmuthe di Sassonia-Eisenach   | Giovanni Giorgio I di Sassonia-Eisenach                   |  |  |       |  |  |                        |  |  |                             |  |
|                                       |                            | Eleonora Erdmuthe di Sassonia-Eisenach   | Giovanni Giorgio I di Sassonia-Eisenach                   |  |  |       |  |  |                        |  |  |                             |  |
|                                       |                            | Eleonora Erdmuthe di Sassonia-Eisenach   | Giovannetta di Sayn-Wittgenstein                          |  |  |       |  |  |                        |  |  |                             |  |
|                                       |                            | Eleonora Erdmuthe di Sassonia-Eisenach   |                                                           |  |  |       |  |  |                        |  |  |                             |  |